# Radosław Jacek
Radosław Jacek (ur. 23 stycznia 1986 w Opolu) – polski piłkarz grający na pozycji obrońcy. W sezonie 2004/2005 zdobył mistrzostwo Polski z Wisłą Kraków.
Od stycznia 2020 roku trener juniorów młodszych w Akademii Piłkarskiej Unii Tarnów.
Od 11 sierpnia 2021 do 21 czerwca 2024 był trenerem drużyny seniorów Unii Tarnów występującej w III lidze piłkarskiej.
Od 22 czerwca 2024 roku trener III ligowego KSZO 1929 Ostrowiec Świętokrzyski. 

## Osiągnięcia

### Wisła Kraków
- Ekstraklasa: 2004/05

### Wisła Kraków (ME)
- Młoda Ekstraklasa: 2007/08

### LKS Nieciecza
- II liga: 2009/10

### Okocimski KS Brzesko
- II liga: 2011/12